# Edificio Celanese
Edificio Celanese o Celanese Mexicana es un edificio de oficinas ubicado en la colonia Campestre de la Ciudad de México. La arquitectura del edificio es de Ricardo Legorreta, en tanto la ingeniería civil de Leonardo Zeevaert, edificado en 1968. Su forma es peculiar al contar con un pilar central de concreto armado y acero del cual se desprende el resto de la estructura, dándole un aspecto de tipo suspendido.
El edificio fue hecho bajo un estilo internacional, partiendo de un elemento central que es un enorme pilar de concreto armado y acero que da sustento a toda la estructura. De su parte superior se desprenden enormes tensores de acero en los que se apoyan los entrepisos, edificados con trabes metálicas y losas de concreto. La idea detrás de la arquitectura era contar con grandes espacios sin columnas que permitieran modificar los espacios internos.